# سيموندز بوسي
سيموندز بوسي (بالإنجليزية: Posy Simmonds) (و. 1945 – م) هي كاتبة، ورسامة كارتون، ورسامة توضيحية من المملكة المتحدة . ولدت في بيركشير .
وهي عضوة في الجمعية الملكية للأدب .

## التعليم
تعلمت في Faculty of Arts of Paris، وCentral School of Art and Design، وQueen Anne's School

## مناصب وهيئات
أدارت جارديان.

## جوائز
حصلت على جوائز منها:
- Prix de la critique (2009)
- Angoulême International Comics Festival Essentials (2009)
- عضو رتبة الإمبراطورية البريطانية.

## روابط خارجية
- سيموندز بوسي على موقع IMDb (الإنجليزية)
- سيموندز بوسي على موقع قاعدة بيانات الأفلام العربية
- سيموندز بوسي على موقع ألو سيني (الفرنسية)
- سيموندز بوسي على موقع أول موفي (الإنجليزية)
- سيموندز بوسي على موقع قاعدة بيانات الأفلام السويدية (السويدية)
- سيموندز بوسي على موقع قاعدة بيانات الفيلم (الإنجليزية)
- سيموندز بوسي على موقع كينوبويسك (الروسية)